# Smålands museum

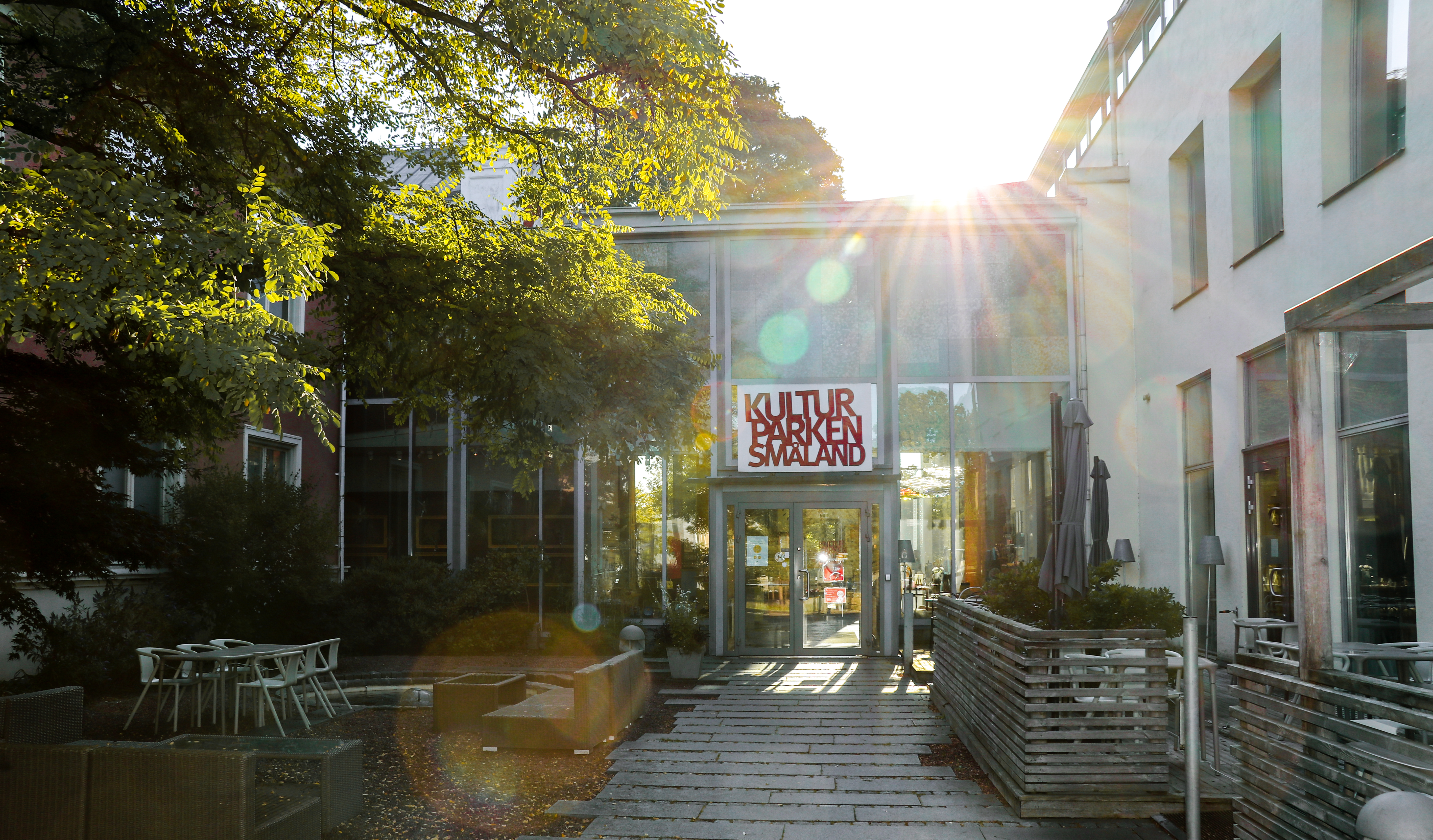
Entrén till Smålands museum.

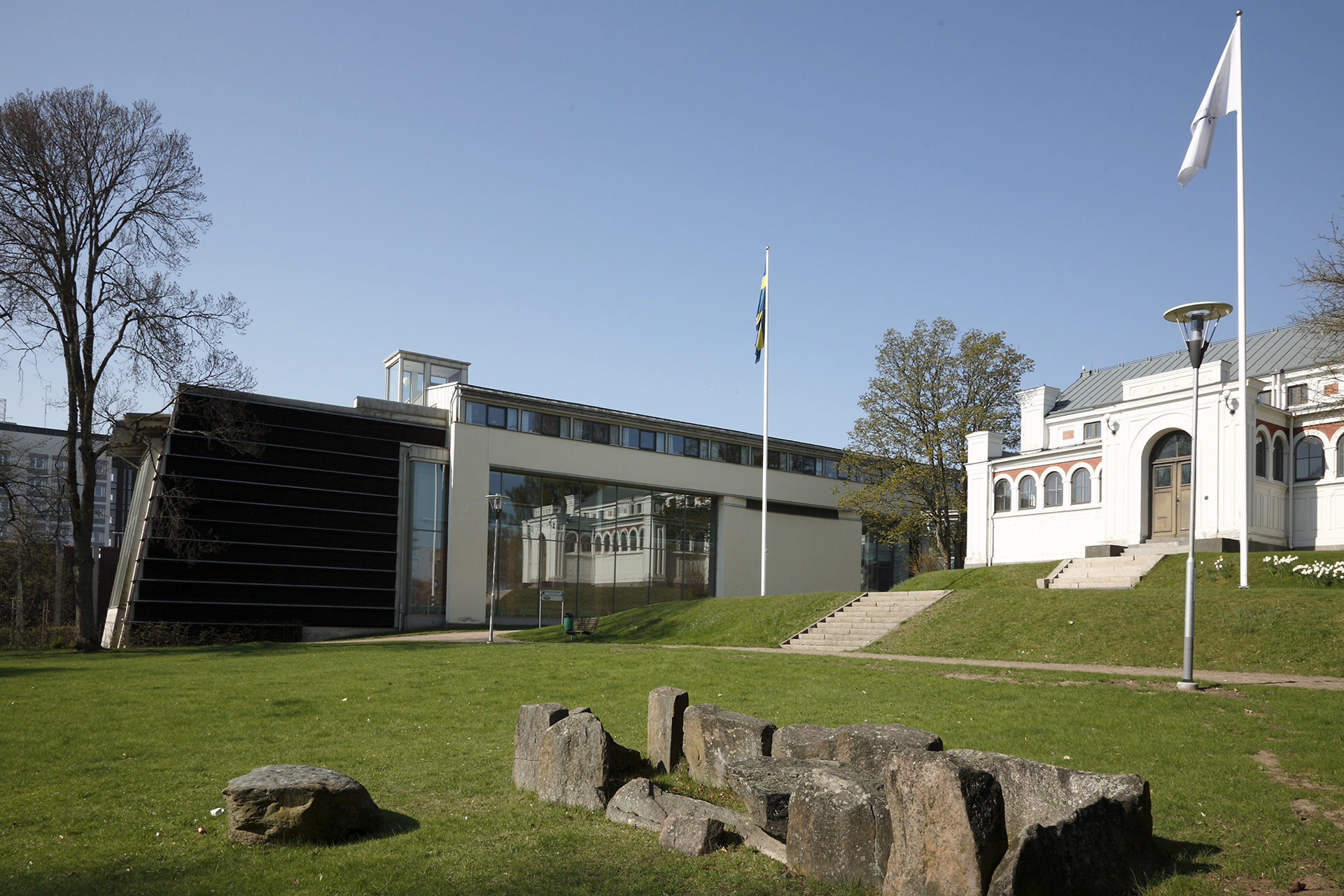
Smålands museum och Sveriges glasmuseum sett från museiparken.

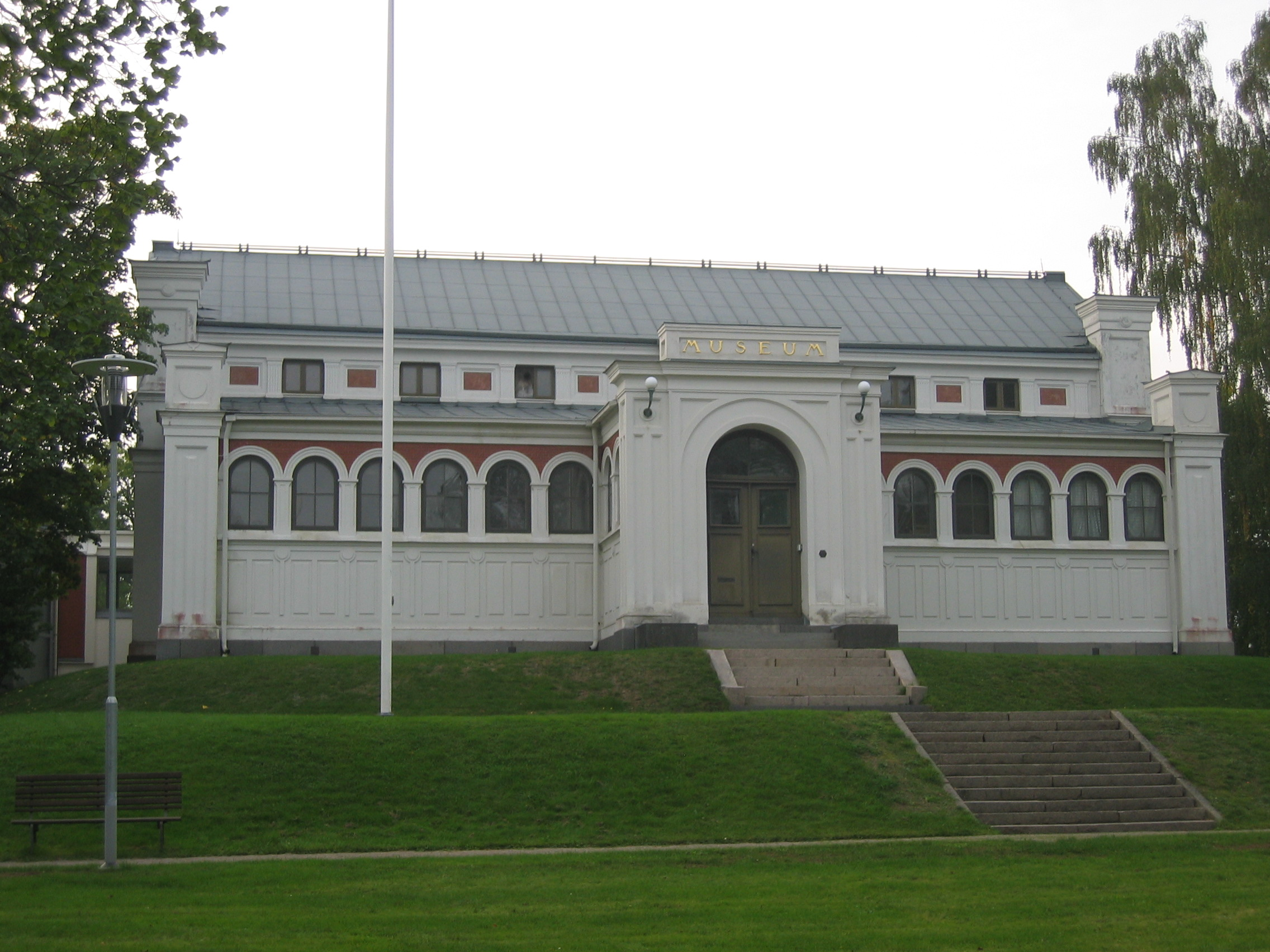
Museets gamla del från 1885.

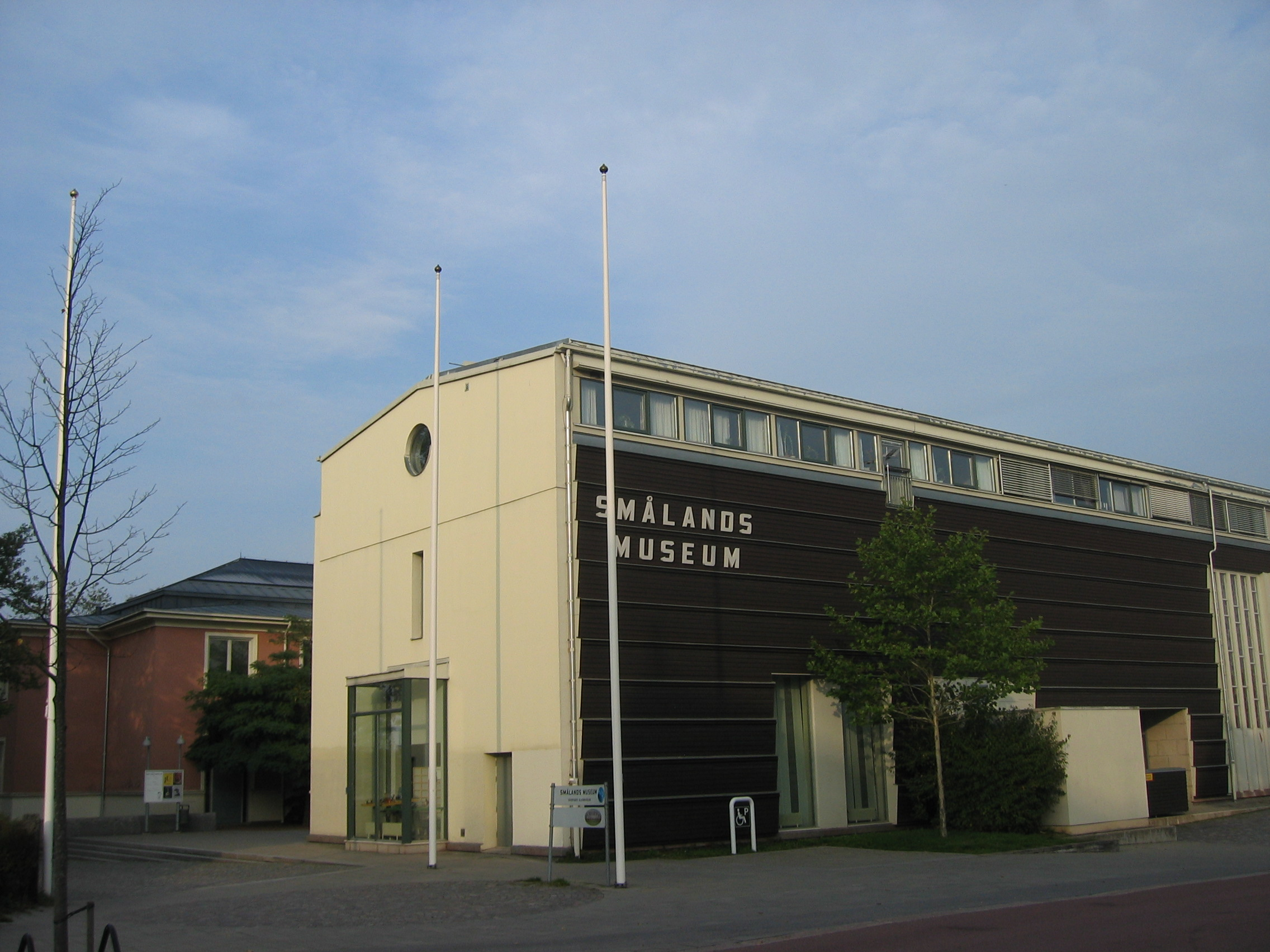
Museets nya del.

Smålands museum är ett länsmuseum för Kronobergs län och ligger i vid Södra Järnvägsgatan i Växjö. Museet grundades 1867 av Gunnar Olof Hyltén-Cavallius och Nils Månsson Mandelgren. Den äldre delen av den nuvarande museibyggnaden invigdes 1890. Idag är museet del av Kulturparken Smålands verksamhet som ägs av Region Kronoberg och Växjö kommun.
I museets lokaler inryms även Sveriges glasmuseum.
De permanenta och tillfälliga utställningarna på Smålands museum lyfter fram Kronobergs kulturhistoria genom guidade visningar, pedagogisk verksamhet och konferenser. Sedan 2019 har Hemslöjden i Kronoberg fått yta inne på museet för att visa tillfälliga utställningar.
De permanenta utställningarna är 13 000 år – forntiden nära oss, Konst ur samlingarna, På väg i 1800-talets Kronoberg, Sekelskiftets Växjö 1900 och Myntkabinettet. I kyrksalen står även en orgel från 1600-talet – Virestadsorgeln. 

## Historik
Smålands museum är landets äldsta länsmuseum och grundades på initiativ av Gunnar Olof Hyltén-Cavallius och Nils Månsson Mandelgren 3 februari 1867. Insamlingen av föremål påbörjades 1794 och museet fick lokaler i en egen byggnad 1885 – vilken dock formellt invigdes först 1890. Museets namn är kvar från tiden innan de två andra smålandslänen, Jönköpings och Kalmar län, fick egna länsmuseer.  

### Start och öppnande
Den 4 september 1792 är startpunkten för Smålands museums samlingar, då biskop Olof Wallqvist tog emot en donation till Växjös gymnasium. Donationen bestod av mynt, förhistoriska artefakter, kuriositeter och naturalier. För uppvisning av föremålen och ett bibliotek utsågs ett rum i domkyrkans torn. När domkyrkan renoverades 1849 hade samlingarna vuxit och man behövde därför nya lokaler. Till detta valdes det gamla gymnasiet, och än fler salar inreddes efter att folklivsforskaren Gunnar Olof Hyltén-Cavallius donerat 300 allmogeföremål 1868.
Under andra hälften av 1800-talet bildades fornminnesföreningar runtom i Sverige, och den i Växjö hette Smålands museum. Även om museet hade platsbrist fanns inget intresse av att utöka det från Växjö domkapitels sida. Gunnar Olof Hyltén-Cavallius drev därför frågan om nya lokaler och diskuterade 1872 med George Stephens en helt ny byggnad tillägnad museets samlingar, vilka under 1874 ska ha varit 1200.
Det första förslaget till museibyggnad kom 1875 och var influerat av den rådande nygöticismen (likt exempelvis samtida Curmanska villan i Lysekil). Den traditionella timrade byggnaden skulle vara inspirerad av fornnordisk stil och ha kopplingar till värendsk byggnadstradition. Magnus Isæus gjorde en ritning av den nya Fornsalen, efter önskemålen som Hyltén-Cavallius hade uttryckt: tillhörande sidobyggnader med porträttgalleri och arkeologiska samlingar och takfönster i mittpartiet så att utställningssalen kunde lysas upp. På grund av brist på finansiering avstannade dock dessa planer.
När Kronobergs nye landshövding Gunnar Wennerberg tillträdde 1875 blev frågan om en ny museibyggnad aktuell igen. Tack vare kontakter och sin övertalningsförmåga fick han Sparbanken och landstinget att förse projektet med tillräckliga finansiella medel: 25 000 kronor. Den första planen att uppföra museet på Staglabacken på Östregård i Växjö motsatte sig landstinget. I stället ansågs mark i anslutning till den nytillkomna järnvägsstationen bättre, och mark söder om stationen ställde Växjö-Alvesta-Järnvägsaktiebolag till museets förfogande. Wennerberg tyckte dock inte som Hyltén-Cavallius angående fornsalens framtida utseende, utan vände sig till arkitekten Fredrik Wilhelm Scholander med sina önskemål om en byggnad i sten. 1877 fick Scholanders skisser bifall och färdiga ritningar presenterades 1879. Men själva uppförandet av museibyggnaden bordlades tills tillräckliga ekonomiska resurser fanns eftersom Scholander försäkrat att kostnaderna skulle överstiga de 25 000 kronor som först ägnats projektet. En byggmästare i Stockholm hade erbjudit sig att uppföra huset till en kostnad av 37 500 kronor. Byggandet startade först 1884 då byggmästare Svante Svensson från Karlshamn åtog sig uppdraget för 37 500 kronor. Fornsalen var klar i september 1885. På grund av att samlingarna var så omfattande tog flytten lång tid och museet kunde öppna för allmänheten först 1890.
Smålands museum öppnade den 27 maj 1890. Konstverk, porträtt och vapensköldar fanns upphängda på väggar och över dörrarna. Föremål visades upp i montrar och kassetter som stod längsmed långsidorna av den stora salen. Mitt i rummet stod även två åttakantiga utställningskiosker med museiföremål i. I det västra galleriet fanns föremål från förhistorien, bland annat runstenar och stockbåtar. Östra galleriet var indelat i flera rum: kapprum, föreståndarens arbetsrum och Värendstugan. Det var ett rum med allmogeföremål från Kronobergs län. Museet värmdes upp med kakelugnar, men på grund av att skorstenarna var lite korta så kom röken in i salen. Tillsammans med ångloken som trafikerade den intilliggande järnvägsstationen bidrog de till att fornsalen blev sotig på utsidan liksom insidan.  De som fick betalt för sitt arbete på museet var amanuensen Bertha Cederschiöld och museivakten. Föreståndaren Gustaf Södergren arbetade endast ideellt. Museet var endast öppet på helgfria lördagar mellan kl. 12:00 – 13:00. På grund av detta var intäkterna inte särskilt stora.

#### Fornsalen
Fornsalen är inte jättestor men dess läge i museiparken gjorde att byggnaden runt sekelskiftet 1900 reste sig över omgivningen. Tillsammans med domkyrkan och läroverket gav museet karaktär åt stadens siluett. Väggarna är av tegel och sockeln har klätts med släthuggna mörkgrå granitskivor. Fasadens dekoration består av putsarkitektur under fönstren, friserna och strävpelarna. Mellan takfönstren satt speglar vilka målades mytologiska djur och symboler i guld. Den övriga ornamentiken vid uppförandet bestod av blinderingar, medaljonger, akroterier och lejonmaskaroner. Mot den vita putsarkitekturen kontrasterar byggnadens röda murverk.
Vid uppförandet bestod byggnaden av en stor sal omgiven av två sidogallerier. Ljuset kom in via fönster under takfoten och två trefönstergrupper på gavlarna, och till gallerierna via fönsterarkader. Detaljer som tureller med det småländska landskapsvapnet togs bort när byggnaden byggdes om 1934–1935. Den nya tillbyggnaden utformades efter tidens modernistiska stilideal och hade en stramare arkitektur, vilket ledde till att fornsalens fasaddekor tonades ner. Formelement som arkadbågar knyter an till både en klassicistisk tradition och en nordisk tradition.

## 1900–2000-tal
Från öppningen fram till 1925 förändrades inte mycket hos museet förutom att samlingarna växte och det blev allt större brist på utrymme på museet. 1925 gick föreståndare Söderberg bort och styrelsen bestämde därefter att museet skulle moderniseras. Ekonomiskt stöd kom från Brandska donationsfonden och de nya salarna ritades av arkitekten Olle Källström. Salen delades upp i två våningar och den nedre delades upp i två salar. Den större inreddes som en medeltida kyrka med föremål från den medeltida kyrkliga samlingen, och bland annat sattes ett bemålat innertak från Furuby rivna kyrka upp. Den mindre salen blev konstgalleri i två plan med trappa och läktare till den andra våningen. Den så kallade textilvinden (utställningslokal med textila föremål) inreddes ovanför kyrksalen. Operasångerskan Kristina Nilsson hade testamenterat kläder, juveler och konstverk till museet och dessa ställdes ut i ett rum i östra galleriet. I det västra galleriet arrangerades endast befintliga föremål om. Museet värmdes efter ombyggnationen upp av element. (2015, 41) Tre föreståndare anställdes med varsitt ansvarsområde: de kyrkliga samlingarna (Paul Boberg), allmoge- och högreståndsföremål (Pehr-Gunnar Vejde) och förhistoriska föremål (Knut Kjellmark). 1926 öppnade det moderniserade museet, med de något utvidgade men fortfarande begränsade öppettiderna tre dagar i veckan under två timmar per dag. Museet hade trots det runt 6000 besökare per år.
Alla museiföremål fick trots ombyggnationen inte plats. Konstsamlingen hade vuxit och genom samarbeten med Nordiska museet och Nationalmuseum lånades konstverk från övriga landet in. Boberg började skissa på tillbyggnader till museet. Mot slutet av 1928 fick Föreningen för Smålands fornminnen och kulturhistoria 120 000 kronor ur det statliga penninglotteriet. Dock skulle det inte täcka kostnaderna. 1931 fick de återigen pengar ur lotteriet och därmed kunde ritningarna färdigställas och man inledde arbetet med att spränga och schakta bort kullen på fornsalens västra sida. En byggstrejk satte stopp för planen att få färdigt byggnaden 1933, och istället blev den klar och färdiginredd först två år senare, 1935. Boberg gav byggnaden en modern funktionalistisk utformning, konstruerades i tegel och anslöts till fornsalens västra sida. För att öka samhörigheten mellan de två arkitekturerna togs stora delar av den dekorativa putsarkitekturen bort från den äldre byggnaden och båda fasaderna slätputsades.
I den nya tillbyggnaden fanns en utställningshall där museets konstsamlingar visades upp. På sidorna fanns två våningsplan med mindre salar för det småländska glaset och glasbrukstraditionerna. Även en rum för personalen och för en pedagogisk enhet lades till. Senare utvidgades museet ytterligare för att ge mer plats åt glasmuseet vars samling glasföremål från 1929 till mitten av 1940-talet växte från 5 till över 7000 föremål. Glassamlingarna och glasets historia ökade i popularitet.
År 1925–1940 var arkitekten Paul Boberg museets chef. Sedan 1930-talet har museet särskilt lagt an på att visa glasnäringen och under 1900-talet har museibyggnaden utvidgats för att inrymma ett glasmuseum. Under en period fanns ytterligare en byggnad som inrymde Sydsvenska skogsmuseet, men den revs under 1990-talet för att göra plats för glasmuseet. Efter omfattande om- och tillbyggnader återinvigdes museet 1996 som Smålands museum – Sveriges glasmuseum. 1995 stod en del av museibyggnaden färdig, vilken skulle innehålla Sveriges glasmuseum. Fasaden av huvudbyggnaden renoverades samtidigt som det nya glasmuseet byggdes. Renoveringsarbetet inkluderade att ta bort den plastfärg som målats på under 1960-talet och en nymålning av fasaden som skulle motsvara den ursprungliga, bila fram putsarkitekturen och rekonstruktion av fönster och listverk. Under 2010-talet skedde en ombildning till Kulturparken Småland vilket förde med sig att utställningar flyttades om på museet. Glasmuseet är i tillbyggnaden från 1930-talet, och i glasmuseet från 1995 finns utrymme för gästande utställningar.
Kronobergs läns hembygdsförbund var tidigare huvudman för museet, men sedan 1972 ägdes museet av en stiftelse, i vars styrelse Växjö kommun och Region Kronoberg gemensamt utsåg styrelseledamöter och också svarade för ett årligt driftbidrag. 
Smålands museum är sedan 2009 en del av Kulturparken Smålands verksamhet, vilket i sin tur ägs av Region Kronoberg och Växjö kommun. Museets samlingar och museibyggnad ägs av Stiftelse Smålands Museum; Föreningen Kronobergsarkivet för folkrörelse- och lokalhistoria äger arkivmaterialet. 

### Sydsvenska skogsmuseet
Utöver glasmuseet fanns det idéer om en byggnad tillägnad skogsindustrin. De tre hallarna var klara 1956 och 1957 och liksom glasmuseet användes lokalerna som lärosalar under sina första år. Svenska skogsmuseets arkitekt var Tage William Olsson och det invigdes 1961. Vissa av utställningarna var interaktiva, andra informativa om skogens egenskaper och invånare. Även modeller av skogsmaskiner förekom. Något ordentligt underhåll av byggnaden förekom inte och den behövde renoveras redan under tidigt 1980-tal. Då hade den byggts ihop med glasmuseet. Under de sista tio åren minskade utställningsutrymmet och bibliotek, verkstad och tjänsterum inreddes i två av hallarna. På 1990-talet revs byggnaden.

### Glasmuseet
En önskan om en egen byggnad till glasmuseet fanns och 1944 beslutades att en skulle resas i anslutning till byggnaderna i museiparken. Projektet fick finansiellt stöd av kommunen, men på grund av den rådande akuta bristen av undervisningslokaler behövde lokalerna användas som grundskola fram till 1962 då Ulriksbergskolan byggdes. Då kunde glasmuseet byggas med kungligt besök. De två museibyggnaderna kopplades samman med en mindre byggnad som innehåll kontor och en reception. I fornsalens källare inreddes en radiostudio vilken användes tills Radiohuset i Växjö var färdigbyggt.
1994 byggdes delar av glasmuseet om efter önskemål om större ytor för magasin och utställningar, och Sveriges glasmuseum stod klart 1995. Byggnaden är en konstruktion av stål, glas och betong vars fasad till stor del kläds av en svartmålad träpanel. I byggnaden ryms arbetslokaler för museets personal, butik samt servering. 2014 gjordes en inventering av glasmuseets samlingar, vilka uppgick till 35 000.

### Permanenta utställningar

#### Myntkabinettet
Grunden till Smålands museums samlingar lades när Adolph Modéer (sekreterare i Kungliga Patriotiska sällskapet) donerade en samling mynt till biskop Olof Wallqvist den 4 september 1792. Mynten bevarades i ett rum i domkyrkans torn dit gymnasielever kunde komma för att se dem (myntsamlingar kompletterade undervisningen i katedralskolor, läroverk och gymnasier). Därav det äldre namnet Wexiö gymnasii myntkabinett. Några guld- och silvermynt stals under 1803–1804 av två elever, varav en flydde landet och den andra fick spöstraff förnedrades offentligt.
Efter 72 år, 1864, flyttades samlingen till det närliggande gymnasiet. Ytterligare några år senare, 1899, hamnade mynten hos Växjös nya Högre allmänna läroverk.
När tillbyggnaden uppfördes kombinerades museets och läroverkets myntsamlingar och mynten ställdes ut i lokalerna. Under 1960-talet förekom flera stölder vilket ledde till installationen av ett myntkabinett i den norra delen av fornsalen. Detta var mycket säkrare än de montrar som tidigare använts då det försågs med valvdörr och nödvändiga säkerhetsanordningar. Myntkabinettet nygestaltades 2010 och rymmer nu ca 40 000 föremål samt ett numismatiskt bibliotek. För besökare visas mynt och medaljer från år 500 före vår tideräkning och fram till nutid.

#### 13 000 år – forntiden nära oss
Utställningen handlar om hur människors liv såg ut i vad som idag är Kronoberg från stenåldern till järnåldern, samt hur landskapet och klimatet har förändrats sedan inlandsisen smälte bort. Museiföremål från tiden visas upp liksom hur arkeologernas arbete går till från att spår hittas till hur de tolkas.

#### Konst ur samlingarna
Smålands museum har en stor konstsamling som påbörjades 1794 med ett porträtt som ska föreställa Nils Dacke. Samlingen består av konstverk som nått museet som donationer och inköp, och många av föremålen har anknytning till Småland och småländska konstnärer. Konstverken är gjorda i flera olika material och tekniker, varav ca 1000 är oljemålningar.

#### På väg i 1800-talets Kronoberg
Utställningen visar föremål i museets samlingar från 1800-talet och ger en bild av hur samhället och invånarna i Kronobergs län förändrades och var på väg mot en ny tid under århundradet.

#### Sekelskiftets Växjö 1900
Denna utställning visar hur Växjö såg ut vid början av 1900-talet. Det var en politiskt konservativ stad där det var svårt för exempelvis nykterhetsrörelsen att få fäste och budskap om firare kyrkoliv och socialism nådde inte stora framgångar. Staden präglades av att vara centrum för Kronobergs län samt av domkyrkan och skolorna. Handel och hantverk dominerade näringslivet men staden hade inte större industrier än ett bryggeri, en mekanisk verkstad samt en tändsticksfabrik. Detta visas genom fotografier av Betty Larsson (verksam 1895–1912).

## Virestadsorgeln
En av museets klenoder är den 1600-talsorgel som är uppställd i kyrksalen. Den byggdes av den tyske orgelbyggaren Hans Heinrich Cahman, far till Johan Niclas Cahman. När Hans Heinrich Cahman vistades i Växjö för att bygga ny orgel till Växjö domkyrka, tillverkade han också några mindre verk. Virestadsorgeln är den enda kvarvarande av hans piporglar i Sverige.
Kronologi:
- 1690 byggde Hans Henrich Cahman ett 8-stämmigt orgelpositiv för Virestads kyrka, Småland. Manualklaviaturet sitter på orgelns baksida. Undertangenterna är i träfärg. Stämning: korton. Oliksvävig temperatur. Ljudande fasadpipor i turellerna och de nedre fälten.
- På 1850-talet kom instrumentet till Uråsa kyrka i Småland, där det sattes upp av orgelbyggare Johan Nikolaus Söderling.
- 1895 överfördes positivet som deposition till Smålands museum.
- 1934 satte Hammarbergs Orgelbyggeri AB upp instrumentet och restaurerade det, varvid klaviaturen återfick sin ursprungliga plats. Deen hade tidigare flyttats till orgelns framsida.
- 1953 utförde Bröderna Moberg, Sandviken, en reparation och återställde samtidigt temperaturen till oliksvävig.

Disposition (enligt Abraham Abrahamsson Hülphers manuskript och nuvarande):

### Diskografi
Inspelningar av musik framförd på museets orgel.
- Gamla svenska orglar / Engsö, Rune ; Fagius, Hans ; Jacobson, Lena, orgel. 3CD. BIS-123. 1996. - Tidigare utgiven 1977 på LP.